# Eclipse solar del 29 de marzo de 2006

Zona de totalidad y parcialidad.

El 29 de marzo de 2006 se produjo un eclipse solar total. La banda de totalidad empieza al noreste de Brasil, después atraviesa el océano Atlántico para cruzar en África sobre Ghana, Togo, Benín, Nigeria, Níger, Chad, Libia y Egipto.
Tras atravesar el mar Mediterráneo, cruza Grecia (por su isla Kastelórizo), Turquía, Georgia y el suroeste de Rusia.
Pasa por el norte del mar Caspio, Kazajistán, y acaba en la frontera noreste de Mongolia. 

## El eclipse en España

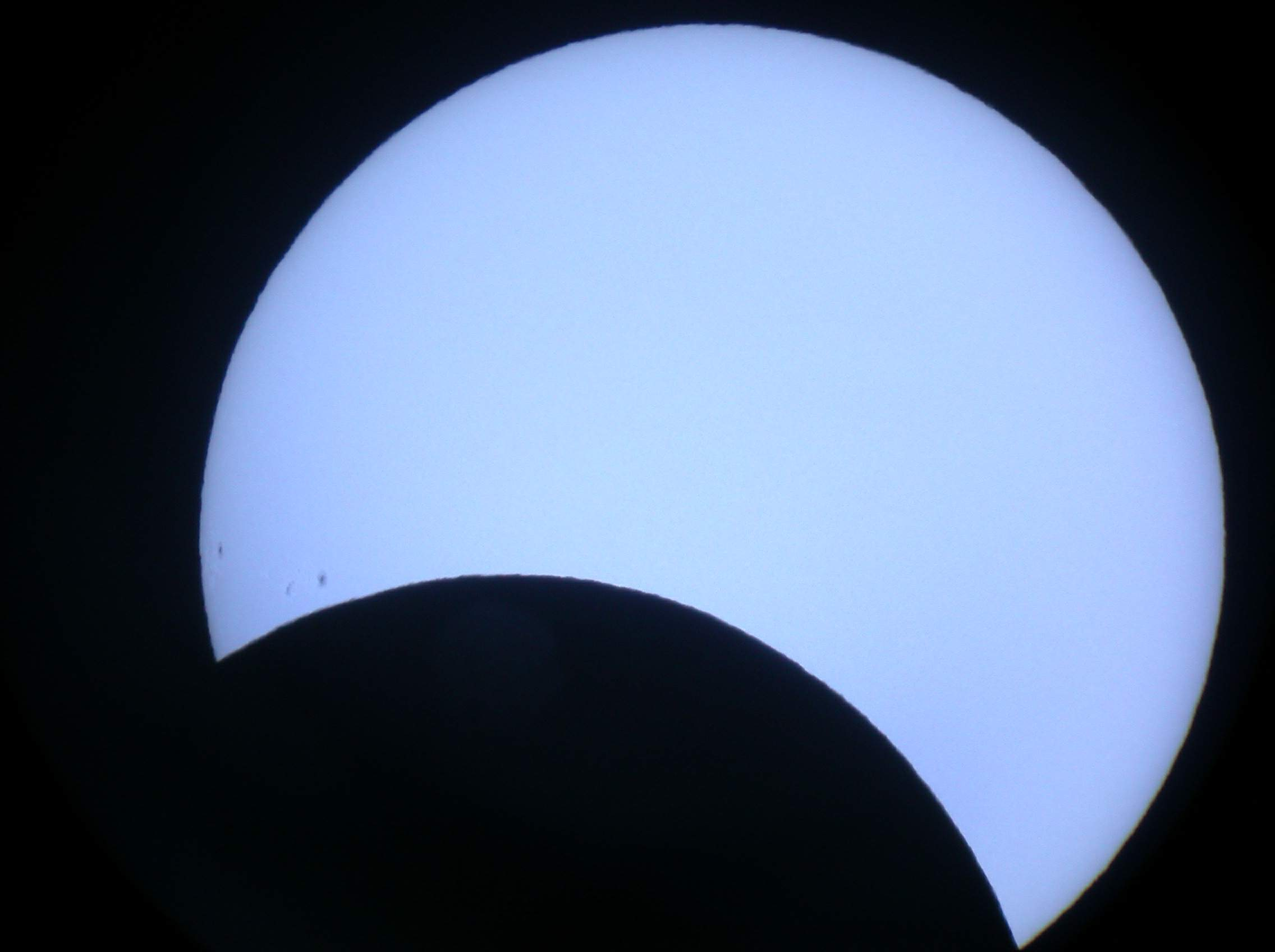
Foto tomada en Valencia a las 12h 16m 5s hora oficial (10h 16m 5s T.U.) momento en que se alcanza en esta ciudad la fase máxima que fue de 0,42.

Desde la península ibérica se observó como parcial. En la mayoría de la Península el eclipse tuvo una magnitud entre 0,3 y 0,4 alcanzándose una magnitud mayor a 0,4 en toda la costa mediterránea y las islas Baleares, donde casi estuvo medio disco solar tapado.
La menor visibilidad fue en Galicia y la costa oeste cantábrica, donde no alcanzó la magnitud 0,3, aunque en toda España la magnitud fue mayor de 0,2. Las líneas de igual magnitud cruzan la península del SO al NE.
Se puede usar el applet de Java  para saber las circunstancias en una localidad en particular. La sombra del eclipse se mueve a 2000 km/h, justo a la velocidad que gira la Luna alrededor de la Tierra.

## Datos horarios
| Fenómeno                   | Hora (UTC) | Coordenadas                                 |
| -------------------------- | ---------- | ------------------------------------------- |
| Inicio del eclipse         | 07:36:50   | 14°27′42″S 22°6′24″O / -14.46167, -22.10667 |
| Inicio del eclipse total   | 08:34:20   | 06°31′42″S 36°59′06″O / -6.52833, -36.98500 |
| Inicio del eclipse central | 8:35:25    | 06°18′18″S 37°15′48″O / -6.30500, -37.26333 |
| Máximo del eclipse         | 10:11:20   | 23°08′54″N 16°45′36″E / 23.14833, 16.76000  |
| Fin del eclipse central    | 11:46:55   | 51°33′42″N 98°48′12″E / 51.56167, 98.80333  |
| Fin del eclipse total      | 11:47:55   | 51°20′36″N 98°30′30″E / 51.34333, 98.50833  |
| Fin del eclipse            | 12:45:35   | 43°26′18″N 83°03′00″E / 43.43833, 83.05000  |